# Renata Gelardini
Renata Gelardini, nota anche con gli pseudonimi Rengel, Renata De Barba, L. Geri e Nerina de Glartai (Roma, 1920 o 1924 – 2012), è stata una fumettista italiana.

## Biografia
Prima di esordire come autrice di sceneggiature per fumetti aveva scritto alcuni romanzi e racconti e, negli anni cinquanta, diretto il periodico per bambini, Bimbebelle, e scritto storie della serie di Capitan Walter per una omonima serie degli Albi del Vittorioso della casa editrice AVE dal 1952 al 1957; negli anni sessanta aveva lavorato per il settimanale Il Giornalino per il quale scriveva le sceneggiature di varie serie come I figli della steppa, dal 1961 al 1962, disegnato da Saga, Harald il crudele, disegnata da Ruggero Giovannini nel 1970, seguita da Dev Bardai disegnata da Antonio Sciotti e che, dal 1975, venne continuata da Otello Scarpelli.
Seguì Borea, pirata dell'Egeo, disegnata da Santo d'Amico e Gli uomini del pugnale, disegnata da Giovannini nel 1971 con il quale realizzò anche La lancia della vittoria, sempre sul Giornalino. Nel 1973 ideò la serie Amar Singh, disegnata da Stelio Fenzo e, nel 1976, Kriss Boyd, disegnata da Nevio Zeccara. Scrisse poi due trasposizione di romanzi di Emilio Salgari che vennero disegnate da Aldo Capitanio, Il Corsaro Nero nel 1978 e, l'anno seguente, La regina dei Caraibi, pubblicate anche in Francia dalla Sagédition.
Negli anni ottanta, sempre per Il Giornalino, scrisse Storie di tutti i tempi, disegnata da Giancarlo Alessandrini nel 1980, seguito nel 1981 da una trasposizione di Ben-Hur disegnata da Giovannini. Nel 1987 realizzò una trasposizione de I racconti di padre Brown col disegnatore Lino Landolfi.
Negli anni novanta, sempre per Il Giornalino, realizzò, con Landolfi, una trasposizione dei viaggi di Gulliver (1994) e, con Gino Gavioli, una di Aladino, nel 1996.